# El Gorbea
El Gorbea fue un periódico editado en Vitoria entre 1881 y, al menos, 1893.

## Descripción
En un principio semanario y luego publicado los martes, jueves y sábados, llevaba el subtítulo de «periódico católico». El primer número apareció en marzo de 1881, y se imprimía en la Imprenta y Librería Católica sita en la vitoriana calle de la Estación. Partidario de Cándido Nocedal, dirigió ataques a Carlos de Borbón y Austria-Este y sus leales. Cesó en 1886 y reapareció en mayo de ese año, en una segunda época que inauguró con un primer número en el que aseveraba que estaba «dispuesto a dar trancazo limpio a todos los liberales mansos y fieros». Recibió denuncias en octubre de 1887 y en julio del siguiente Francisco Martín Melgar lo habría desacreditado. Si bien Navarro Cabanes lo hace cesado para 1890, la Fundación Sancho el Sabio custodia ejemplares hasta 1893.